# Jídelní lístek

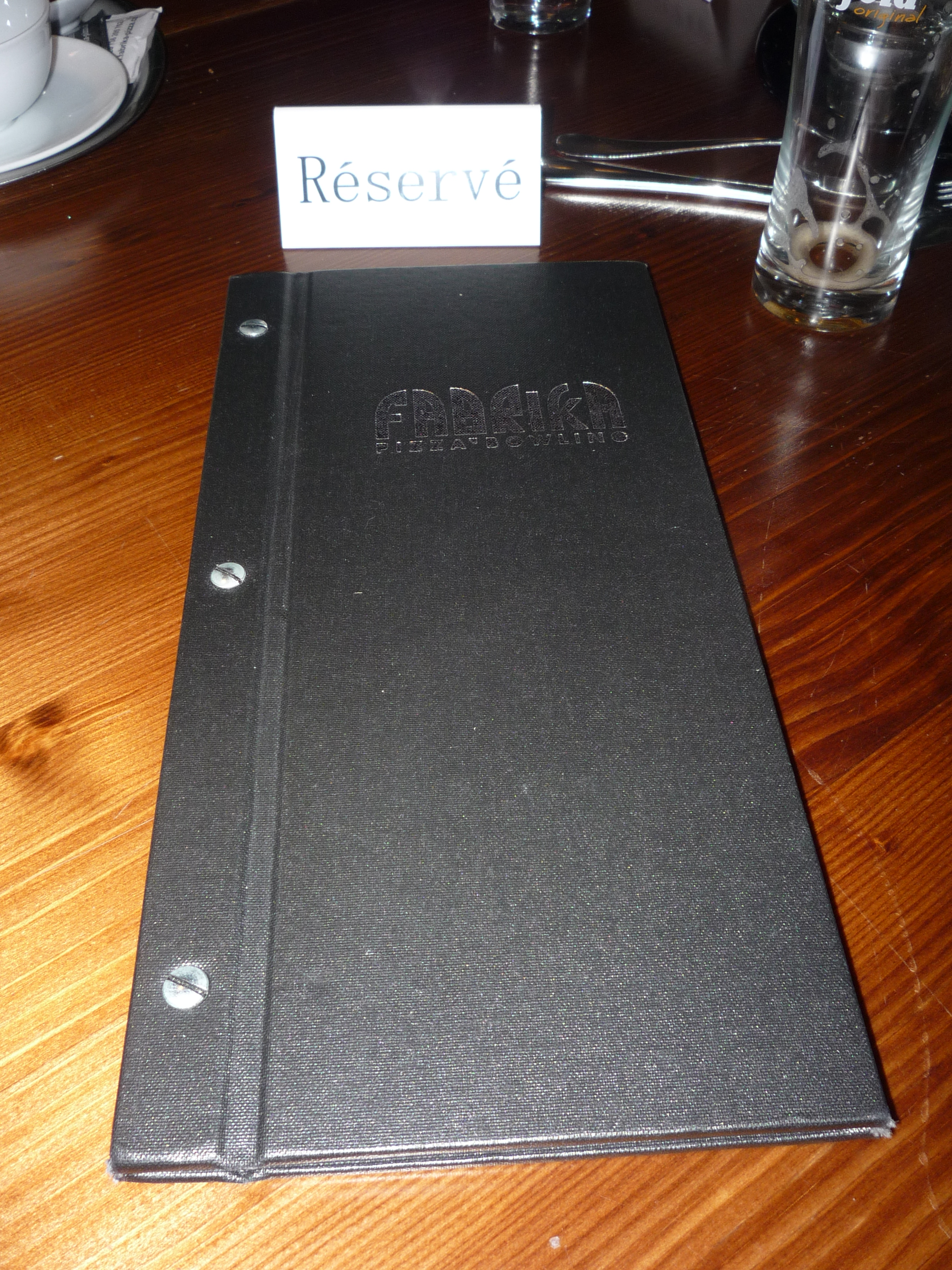
Jídelní lístek v deskách

Jídelní lístek, nápojový lístek, též nepřesně menu představují písemnou formu nabídky jídel a nápojů gastronomického zařízení (restaurace, jídelny apod.). 
Další formou nabídky mohou být světelné tabule (venkovní tabule, vývěsky), webové stránky, vizuální nabídka (vitríny se zbožím apod.) a ústní nabídka.

## Historie

### Počátky
Zdroje uvádějí, že první soupis jídel podobající se jídelnímu lístku byl nalezen na 3 000 let staré kamenné desce, na které nechal asyrský král Aššurnasirpal II. zhotovit hostinu, kterou pořádal pro 70 000 lidí. Jednalo se však o soupis jídel, nikoliv o seznam jídel, ze kterých by host (zákazník) mohl vybírat. Jídelní lístky s možností výběru vznikly v Číně za dynastie Sung ve 12. století. Důvodem byly významné rozdílnosti regionálních čínských kuchyní a jídelní lístky měly usnadnit cestujícím návštěvníkům, kteří místní jídla neznali, orientaci v nabídce.

### Evropa
Nejstarší jídelní lístek vznikl v roce 1571 ve Francii, při svatbě dcery Bauldea Cuvillona. Jednalo se o seznam jídel, nikoliv o jídelní lístek v dnešním slova smyslu. Podobné soupisy jídel se objevovaly při hostinách ve šlechtických rodinách.
Jídelní lístky s možností výběru pokrmu a cenou se začaly objevovat v Paříži od roku 1770.
V německy mluvících zemích se první jídelní lístek s cenami jídel údajně objevil v roce 1784 ve vídeňském hostinci Zum Roten Apfel.

### Česko
První český jídelní lístek (spolu s česky psanými pozvánkami a tanečním pořádkem) byl uveden na prvním českém veřejném bále v Konviktě v únoru 1840.
Nejstarší pražský restaurační jídelní lístek z roku 1857 je ve sbírkách Muzea hl. m. Prahy. Majitel restaurace v Jindřišské ulici Matyáš Přibík v něm nabízel 28 jídel vařených, 14 druhů pečení, 6 druhů zvěřiny, 6 druhů ryb, 8 studených jídel a 4 saláty.

## Náležitosti jídelního lístku
Jídelní lístek by měl obsahovat zejména:
- název a sídlo podniku
- kompletní názvy pokrmů
- cenu pokrmů v místní měně
- hmotnost pokrmů (masa v syrovém stavu nebo celého pokrmu – informace o hmotnosti lze podávat i ústní formou); pokud není předem známa přesná hmotnost (např. u ryb), cena se zpravidla uvádí za stanovenou hmotnost (např. 100 g); před započetím přípravy by cena měla být zákazníkovi sdělena
- další vhodné údaje
- otevírací dobu

### Alergeny
Dne 13. prosince 2014 vstoupilo v účinnost Nařízení Evropského parlamentu a Rady č. 1169/2011 ze dne 25. října 2011. Podle něj jsou provozovatelé zařízení společného stravování povinni informovat písemně zákazníky prokazatelně o 14 druzích alergenů přítomných v nabízených pokrmech. Tyto údaje mohou, ale nemusí, být součástí jídelního lístku. V provozovně by ale minimálně mělo být viditelně uvedeno, jakým způsobem lze informaci o alergenech získat.

## Řazení
Nabídka v jídelním lístku může postupně obsahovat: předkrmy, teplé a studené polévky, ryby, korýše a měkkýše, maso, omáčky, bezmasá jídla a moučníky. 
Na nápojových lístcích (mohou být součástí jídelního lístku) se obvykle postupně uvádějí: aperitivy, kořeněná vína a vermuty, míchané nápoje, vína (bíá, červená, růžová, dezertní, likérová, fortifikovaná a šumivá), destiláty, nealkoholické nápoje, piva a teplé nápoje.

## Sestavení lístku
Při sestavování jídelního a nápojového lístku je vhodné dbát na dodržování gastronomických pravidel, jako je pestrost a rozmanitost a výběr ze všech druhů živin.

## Sběratelství
Jídelní lístky jsou předmětem zájmu sběratelů. Např. v roce 1937 informoval tisk o sbírce jídelních lístků pana Hrabánka, vrchního číšníka v kavárně Metro. Nejstarší pocházel z hotelu Alcazar v Seville z roku 1887, za nejnádhernější byl považován jídelní lístek z Marrakéše vytištěný na hedvábí. V roce 1984 uvedl časopis Mladý svět, že sběratel Zdeněk Matula vlastní sbírku 12 000 jídelních lístků.
Ze současných sběratelů např. odborník na gastronomii Václav Šmíd vlastní sbírku asi 3 500 jídelních lístků, mezi nimi i jídelní lístek z Titanicu.

## Galerie

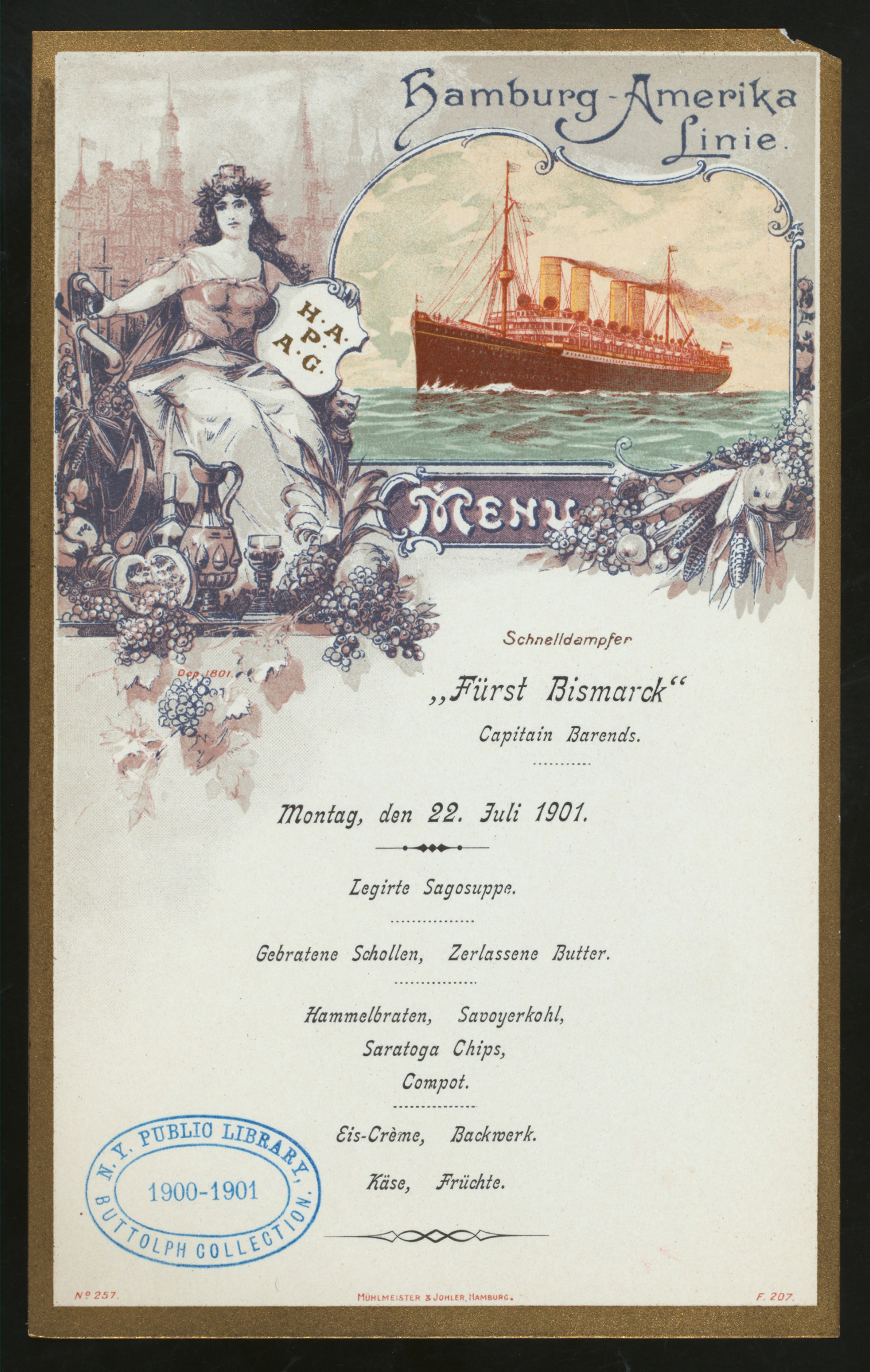
Jídelní lístek (pevné pořadí jídel bez cen), zaoceánská plavba, 1901
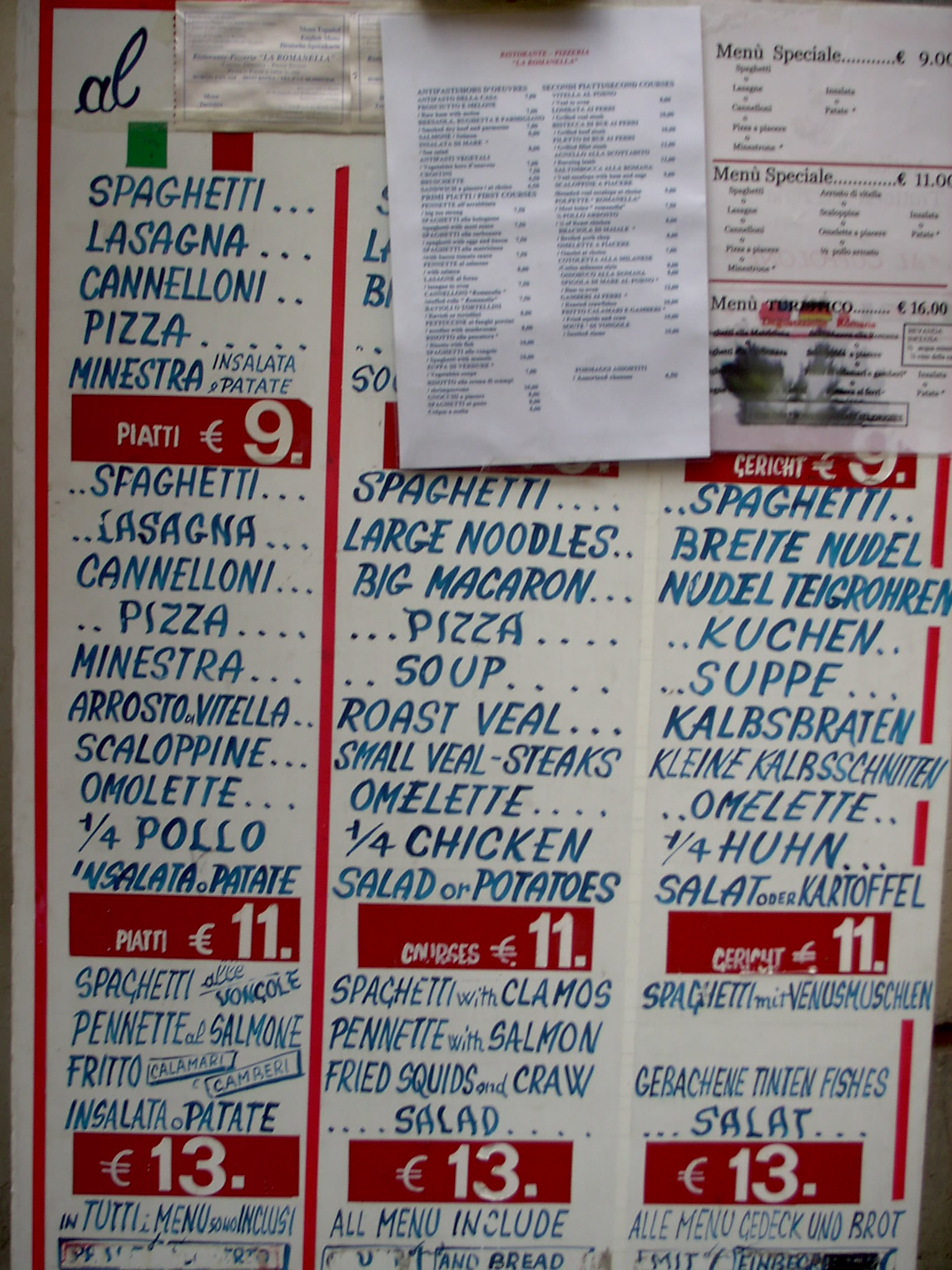
Vícejazyčný jídelní lístek
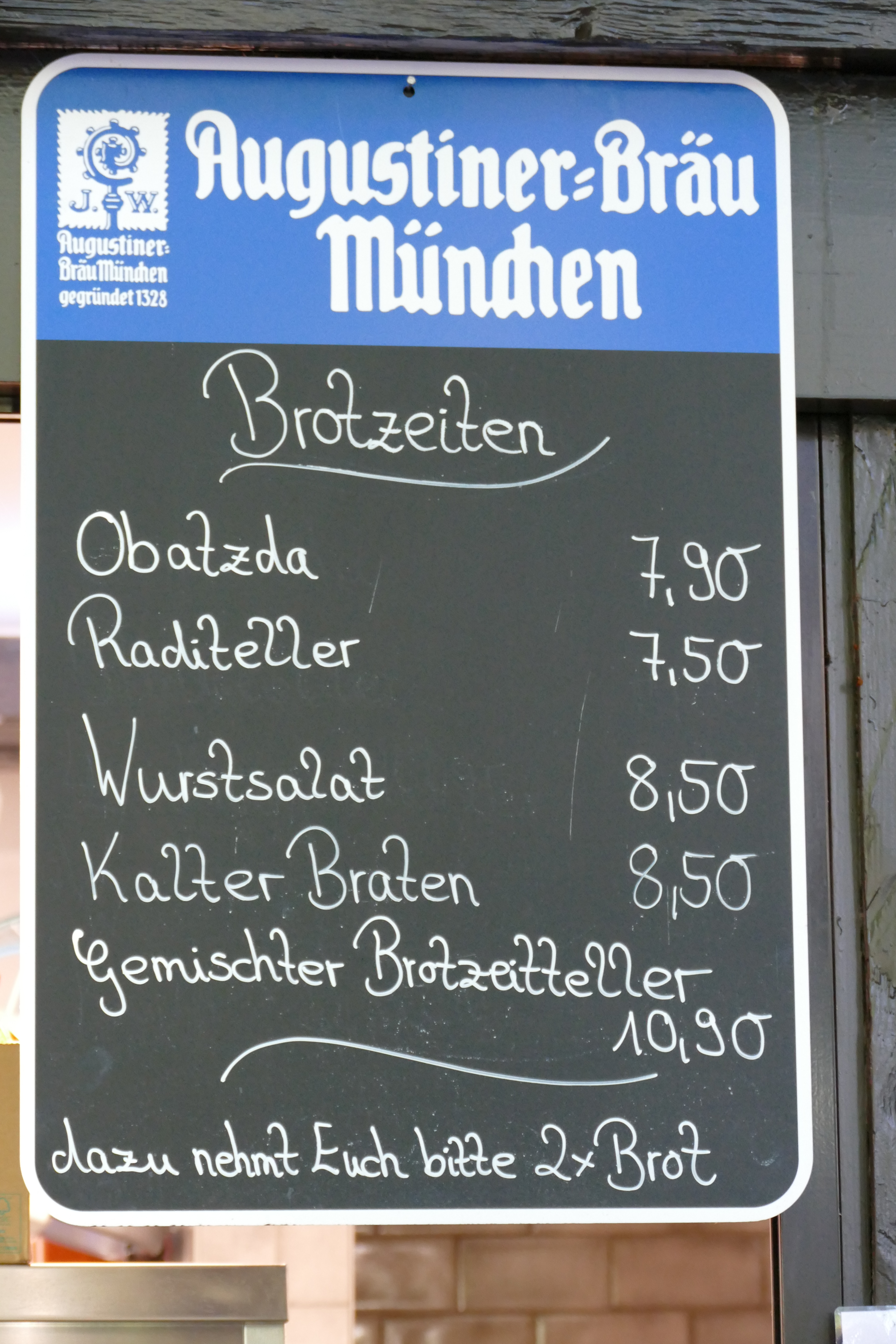
Jídelní lístek ve formě venkovní tabule (Německo)
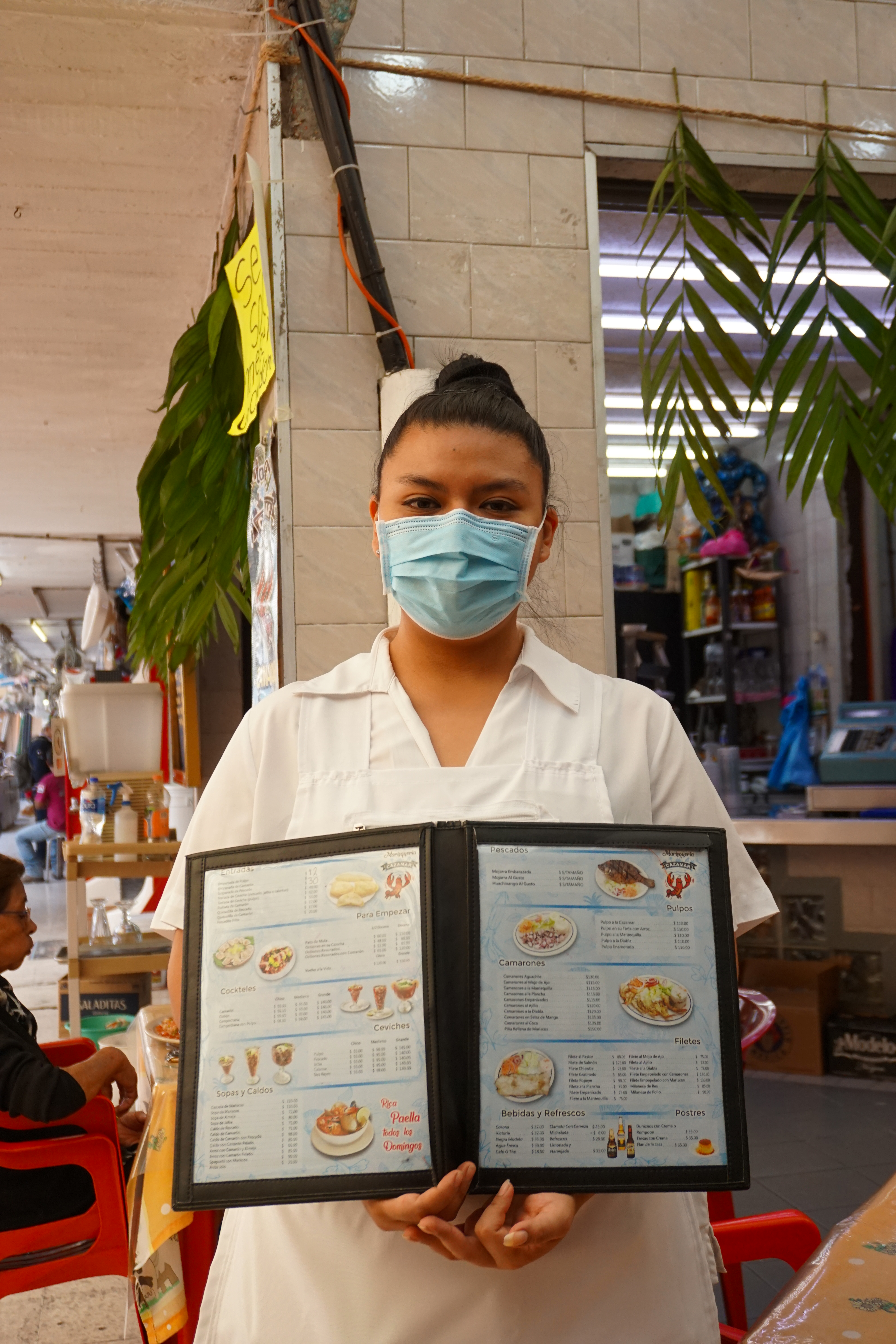
Jídelní lístek s vyobrazením (Mexiko)
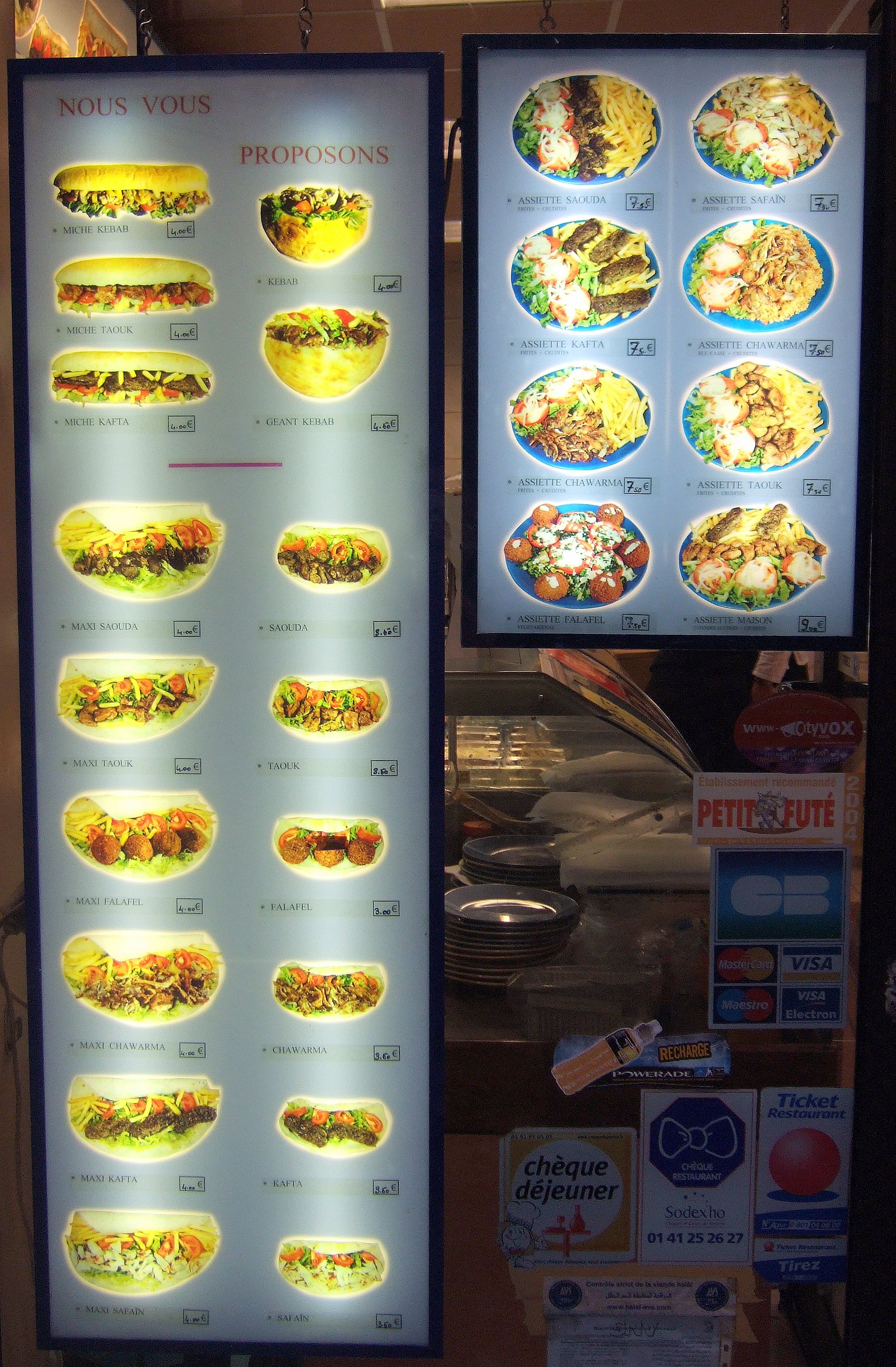
Kebab menu (Francie)
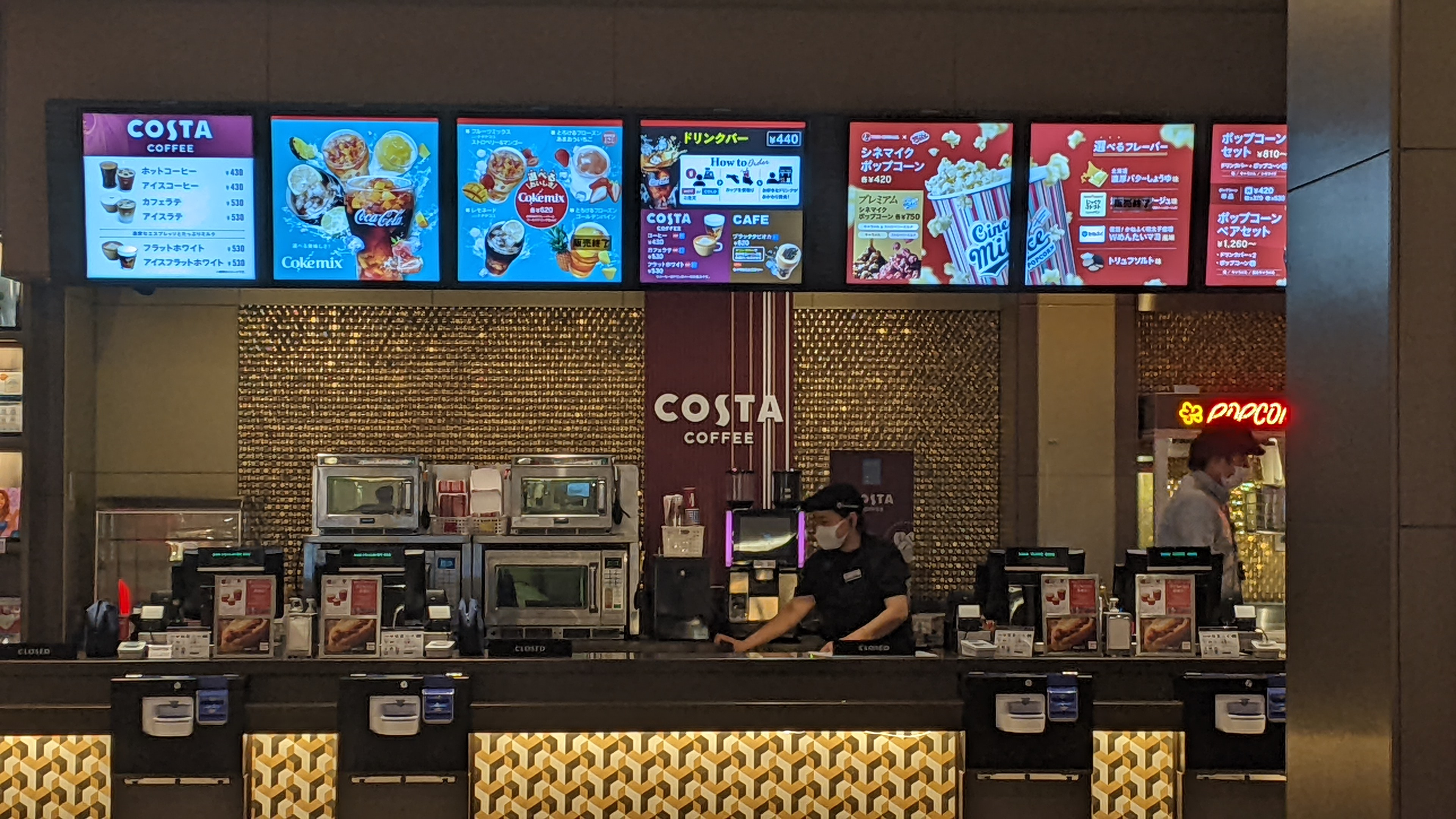
Jídelní lístek ve formě světelné tabule (Costa Coffee, Japonsko)
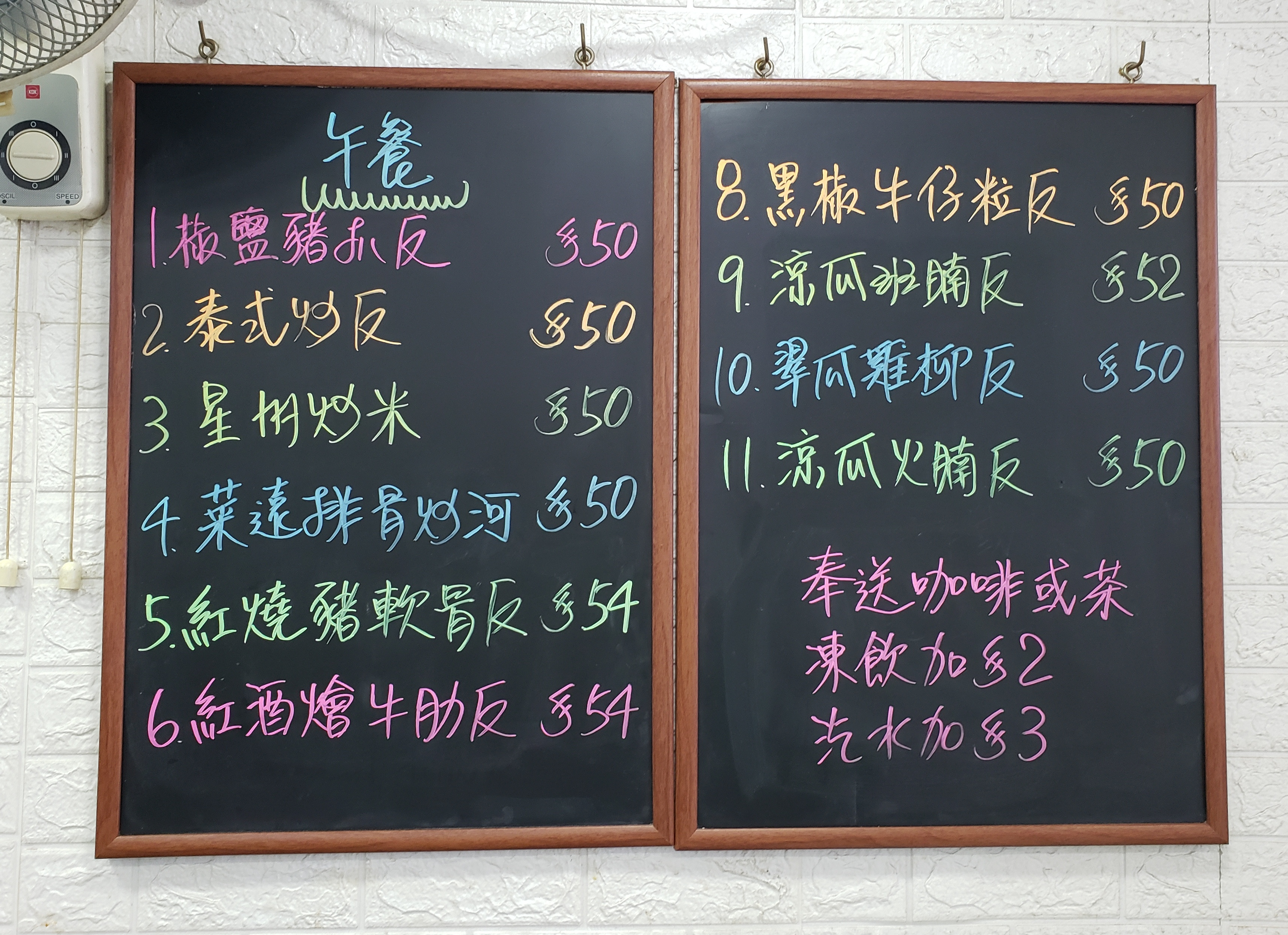
Jídelní lístek v čínštině (Hong Kong)
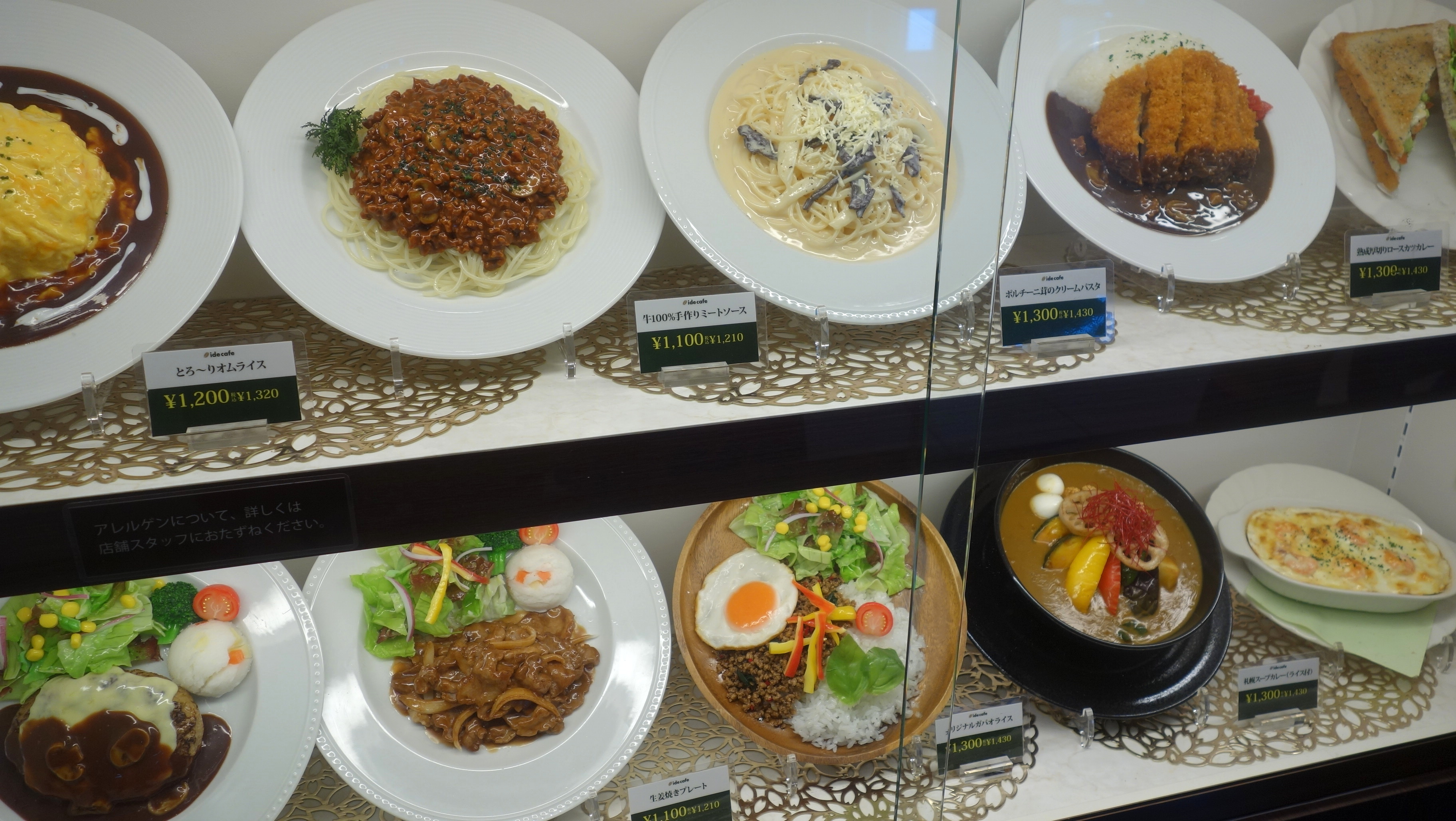
Nabídka jídel formou modelů (Japonsko)